# La teva vida en 65'
La teva vida en 65' (títol original en castellà: Tu vida en 65') és una pel·lícula dirigida l'any 2006 per la barcelonina Maria Ripoll i doblada al català.
Maria Ripoll deixa a les mans de quatre joves actors (Javier Pereira, Marc Rodríguez, Oriol Vila i Tamara Arias) els personatges principals d'aquest drama amb tints de comèdia. Tracta sobre la mort i l'amor, i és una adaptació al cinema de l'obra de teatre homònima d'Albert Espinosa representada a Barcelona el 2002. Amb aquest film, ha tornat a Barcelona, després de rodar a Los Angeles (Tortilla Soup), Londres (Pluja a les sabates) i Madrid (Utopía).

## Argument
Dani, Francisco i Ignacio llegeixen l'esquela al diari d'un antic company de col·legi, Albert. En acudir al tanatori Dani es troba amb una xicota i coneix la germana del mort, Cristina, de la que s'enamora. Més tard en descobrir que es va equivocar de persona, Dani confessa la veritat.

## Repartiment
- Javier Pereira com a Dani
- Oriol Vila com a Ignacio
- Marc Rodríguez com a Francisco
- Tamara Arias com a Cristina
- Irene Montalà com a Carolina
- Núria Gago com a Carmen
- Ivan Massagué com a Tillo
- Bruno Bergonzini com a Lucas
- Bart Santana com a Pedro
- Roger Ribó com a Oscar
- Àngela Jové com a mare d'en Dani

## Crítica
- "Bella fins al dolor. (...) pel·lícula insòlita, d'esperit juvenil i directe (...) profunda quan l'hi proposa, subtil i lleu quan per ella viatja l'amor"[4]